# نظام‌الدین احمد گیلانی
نظام‌الدین احمد گیلانی با نام کامل نظام‌الدین احمد بن صدرالدین علی بن حسن بن ملک لاهیجی گیلانی مریدانی (۹۹۳ ه‍.ق – پس از ۱۰۷۱ ه‍.ق)، مشهور به حکیم‌الملک، از دانشمندان همه‌چیزدان شیعۀ ایرانی بود که در حوزه‌های مختلفی چون طب، فلسفه، کلام، فقه، نجوم، ادبیات، و عرفان فعالیت داشت. او نه تنها در دربار قطب‌شاهیان هند جایگاه مهمی داشت، بلکه با نگارش آثار علمی و فعالیت‌های سیاسی خود نقش برجسته‌ای در پیوند علمی و فرهنگی بین ایران و هند ایفا کرد. با وجود اهمیت او، زندگی و آثارش به‌طور گسترده‌ای در منابع تاریخی کمتر مورد توجه قرار گرفته است.

## زندگی‌نامه و دوران تحصیل
نظام‌الدین احمد گیلانی در سال ۹۹۳ه‍.ق در لاهیجان متولد شد. خانواده او از جمله خانواده‌های علمی و فرهنگی گیلان بود و همین فضا زمینه‌ساز شکوفایی استعدادهای او در زمینه‌های مختلف شد. گیلانی پس از طی مراحل ابتدایی آموزش در زادگاه خود، در حدود سال‌های ۱۰۲۵ تا ۱۰۳۸ ه‍.ق به اصفهان، مرکز مهم علمی و فرهنگی جهان اسلام، رفت. او در این شهر نزد بزرگانی چون شیخ بهایی و میرداماد  به تحصیل پرداخت. این دو استاد برجسته، تأثیر بسیاری در شکل‌گیری شخصیت علمی و فکری گیلانی داشتند و زمینه‌های مختلفی از جمله فلسفه، فقه، و طب را به او آموزش دادند.

### مهاجرت به هند و خدمت در دربار قطب‌شاه
پس از پایان تحصیلات خود در اصفهان، نظام‌الدین احمد گیلانی همچون بسیاری از دانشمندان و شاعران ایرانی آن دوران به هند سفر کرد. در حدود سال ۱۰۳۸ ه‍.ق، او وارد دربار گورکانیان در دهلی شد و به مدت کوتاهی در خدمت مهابت خان بود. پس از فتح قلعه دولت‌آباد، او به دعوت سلطان عبدالله قطب‌شاه به دربار قطب‌شاهیان در حیدرآباد دکن رفت. در این دربار، او به‌عنوان پزشک دربار و مشاور علمی و سیاسی خدمت کرد و به مقام‌های والایی همچون وزارت و حکیم‌الملک دست یافت.
نظام‌الدین گیلانی در این دوران نقش کلیدی در توسعه علوم و فرهنگ در دربار قطب‌شاهی ایفا کرد. او علاوه بر طبابت، به آموزش و تدریس فرزندان امرا و مقامات پرداخت. یکی از شاگردان برجسته او عطاءالله گیلانی بود که بعدها خود به یکی از شخصیت‌های برجسته در حوزه علم و سیاست تبدیل شد.

### مأموریت‌های دیپلماتیک و نقش سیاسی
در کنار فعالیت‌های علمی، نظام‌الدین احمد گیلانی به‌عنوان یکی از دیپلمات‌های ارشد دربار قطب‌شاه فعالیت داشت. در حدود سال ۱۰۵۰ ه‍.ق، او از سوی سلطان عبدالله قطب‌شاه به‌عنوان سفیر به دربار شاه صفی در ایران فرستاده شد. این مأموریت نه تنها با هدف تقویت روابط سیاسی انجام شد، بلکه گیلانی نقشی مهم در تحکیم پیوندهای علمی و فرهنگی میان ایران و هند ایفا کرد.
علاوه بر این، او در سال ۱۰۶۶ ه‍.ق نیز به‌عنوان سفیر قطب‌شاهیان به دربار شاه‌جهان در دهلی فرستاده شد و در این دوران به‌عنوان نماینده عالی قطب‌شاهیان فعالیت کرد. این مأموریت‌ها نشان‌دهنده اعتماد فراوان دربار قطب‌شاهی به او و نقش مهم او در عرصه سیاست و دیپلماسی بود.

### تاریخ وفات
تاریخ دقیق وفات نظام‌الدین احمد گیلانی همچنان در هاله‌ای از ابهام قرار دارد. برخی منابع به حضور او در دهلی در سال ۱۰۶۶ ه‍.ق به‌عنوان سفیر قطب‌شاه اشاره کرده‌اند. همچنین او در سال ۱۰۷۱ ه‍.ق کتاب مضمار دانش را به‌نام شاه عباس دوم نوشت. از این رو، به احتمال زیاد او پس از این تاریخ و در هند، احتمالاً در حیدرآباد دکن یا جای دیگری درگذشته است.

## آثار علمی و فلسفی
نظام‌الدین احمد گیلانی نویسنده‌ای پربار بود و در طول زندگی خود آثار متعددی در زمینه‌های مختلف از جمله فلسفه، طب، کلام، ادبیات و عرفان از خود به‌جا گذاشت. آثار او گواهی بر گستره دانش او و تسلطش بر علوم مختلف است. برخی از آثار مهم او عبارتند از:
- مضمار دانش: این کتاب که یکی از آثار مهم او در زمینه اسب‌شناسی است، نشان‌دهنده علاقه او به علوم طبیعی و جانوری است. این کتاب شامل مطالبی درباره تربیت و شناخت اسب‌هاست و به‌نام شاه عباس دوم در سال ۱۰۷۱ ه‍.ق نوشته شده است.
- أنوار الفصاحة و أسرار البلاغة: این کتاب، یکی از مهم‌ترین آثار گیلانی در حوزه فلسفه و کلام است. در این اثر، او به شرح و تفسیر نهج‌البلاغه می‌پردازد و دیدگاه‌های فلسفی و دینی خود را درباره سخنان علی ابن ابی‌طالب بیان می‌کند.
- رساله منافع موت: اثری در زمینه فلسفه و مرگ‌شناسی که به تحلیل و بررسی ابعاد فلسفی مرگ و حیات می‌پردازد.
- آداب الصبیان: رساله‌ای در زمینه تربیت و آموزش کودکان که نشان از علاقه گیلانی به مسائل تربیتی و اخلاقی دارد.
- شرح الاشارات: این کتاب در زمینه منطق و فلسفه نگاشته شده است و گیلانی در آن به بررسی مفاهیم فلسفی از دیدگاه ابن‌سینا پرداخته است.
- جامع العلوم: یکی از آثار جامع گیلانی که به بررسی علوم مختلف پرداخته و دانش‌های مختلف را به‌صورت دایرةالمعارفی جمع‌آوری کرده است.

علاوه بر این‌ها، گیلانی در زمینه‌های دیگری چون طبابت نیز آثار برجسته‌ای دارد. از جمله دیگر آثار مهم او می‌توان به خلاصه التذکره در طب تجربی و منتخب معالجات ابقراط اشاره کرد.

### فعالیت‌های پزشکی
نظام‌الدین احمد گیلانی علاوه بر فعالیت‌های فلسفی و کلامی، در پزشکی نیز مهارت فوق‌العاده‌ای داشت. او در دوران خدمت خود به‌عنوان پزشک دربار، به درمان بیماری‌ها و نگارش آثار پزشکی پرداخت. آثار پزشکی او که برخی از آنها در کتابخانه‌های مختلف به‌صورت نسخه‌های خطی باقی مانده است، شامل مباحثی درباره خواص گیاهان دارویی، درمان بیماری‌ها و پیشگیری از امراض است.